# Kensaku Abe
Kensaku Abe (jap. 阿部 謙作 Abe Kensaku; ur. 13 maja 1980) – japoński piłkarz występujący na pozycji bramkarza.

## Kariera klubowa
Od 2003 do 2009 roku występował w klubach Ventforet Kofu i Vissel Kobe.